# معارفه دانشجویی

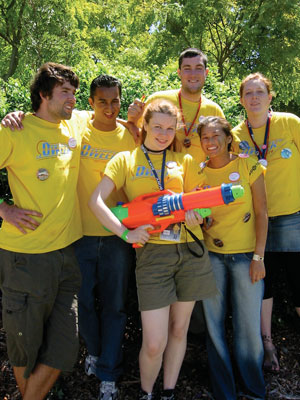
رهبران تور هفته معارفه دانشجویی، دانشگاه نیو ساوت ولز، سیدنی، استرالیا، ۲۰۰۴

معارفه دانشجویی (به انگلیسی: Student orientation) (که اغلب در هفته راهنمایی، هفته اول، هفته خوش‌آمدگویی یا هفته نوآموزان خلاصه می‌شود) دوره‌ای قبل از شروع سال تحصیلی در دانشگاه یا مؤسسه‌های عالی است. در این دوره رویدادهای مختلفی برای استقبال و آشنا کردن دانشجویان جدید برگزار می‌شود. نام این رویداد در مؤسسه‌ها و دانشگاه‌های مختلف متفاوت است. برنامه‌های متنوعی برای این دوره ارایه می‌شود که برخی از این برنامه‌ها قبل از شروع کلاس‌ها اتفاق می‌افتد در حالی که برنامه‌های دیگر در طول سال تحصیلی ارائه می‌شوند.